# Jochen Terhaar
Jochen Terhaar (* 6. Dezember 1961 in Ahaus) ist ein ehemaliger deutscher Fußballspieler, der für den SC Preußen Münster und die SG Wattenscheid 09 in der 2. Fußball-Bundesliga aktiv war. Zuvor spielte er in seinem Geburtsort Ahaus für den VfB Alstätte, mit dem er in der Saison 1981/82 die Meisterschaft in der Landesliga gewann. Nach dem Aufstieg der Alstätter in die Verbandsliga Westfalen in der Saison 1985/86 wechselte er zum damaligen Oberligisten Preußen Münster. Anschließend wechselte er zur Saison 1986/87 zur SG Wattenscheid 09 in die 2. Bundesliga. Dort kam er am ersten Spieltag der Saison beim Spiel gegen Alemannia Aachen zu seinem ersten Einsatz im Profifußball. Diesem folgten in seiner Zeit in Wattenscheid noch insgesamt 103 weitere Einsätze, in denen er vier Tore schoss. Das erste davon erzielte er beim 5:0-Erfolg seiner Mannschaft gegen den VfL Osnabrück in der 51. Minute.
Zu Beginn der Saison 1988/89 kehrte er zurück zum – inzwischen ebenfalls Zweitligisten – Preußen Münster. Dort absolvierte er weitere 64 Zweitliga-Spiele.
Nach seiner Zeit im bezahlten Fußball kehrte er zu seinem Heimatverein VfB Alstätte zurück, für den er zunächst als Spielertrainer und später auch als Trainer fungierte. Von 2016 bis 2019 war er Aufsichtsratsmitglied von Preußen Münster.